# Paul Fusco
Paul Fusco (* 29. Januar 1953 in New Haven, Connecticut) ist ein US-amerikanischer Schauspieler. Er war Stimme, Autor und Puppenspieler von Alf in der gleichnamigen Fernsehserie. Er ist Vizepräsident der Filmproduktionsgesellschaft Alien Productions.

## Filmografie (Auswahl)
als Schauspieler
- 1986–1990: Alf (Fernsehserie, Stimme)
- 1987–1988: Alf – Erinnerungen an Melmac (ALF: The Animated Series, Fernsehserie, Stimme)
- 1996: Alf – Der Film (Project ALF, Fernsehfilm, Stimme)
- 2016: Mr. Robot (Fernsehserie, 1 Folge)
- 2019: Young Sheldon (Fernsehserie, Folge 2x11)

als Drehbuchautor
- 1996: Alf – Der Film (Project ALF, Fernsehfilm)